# Kojkovice (Třinec)
Kojkovice (pol.: Kojkowice německy Kojkowitz) jsou část města Třinec v okrese Frýdek-Místek. Nachází se na východě Třince. V roce 2009 zde bylo evidováno 85 adres. V roce 2001 zde trvale žilo 256 obyvatel.
Kojkovice leží v katastrálním území Kojkovice u Třince o rozloze 1,87 km2.
Původně samostatná obec Kojkovice byla k městu Třinec připojena v roce 1960. V rámci sčítání lidu v roce 1900 v obci žilo 284 obyvatel 2 české a 281 polské národnosti. 214 věřících evangelického a 70 katolického vyznání. V roce 1939 měla obec Kojkovice 352 obyvatel, k slezské národnosti se tehdy přihlásilo 244, k polské národnosti 96 a k české 6 obyvatel.
Malá severní část původních Kojkovic se po rozdělení Těšínska stala součástí dnes polského Puncova.

## Název
Základem jména vesnice je osobní jméno Kojek.

## Osobnosti
- Stanisław Zahradnik – badatel, spisovatel, archivář
- Jan Motyka – evangelický duchovní

## Pamětihodnosti
- Památník (Třinec-Kojkovice) obětem 2. světové války na stránkách ministerstva obrany Archivováno 9. 7. 2018 na Wayback Machine. (Pomník k Diamantovému jubileu císaře Františka Josefa I. na Hůrce)